# 압드 알말릭 이븐 마르완

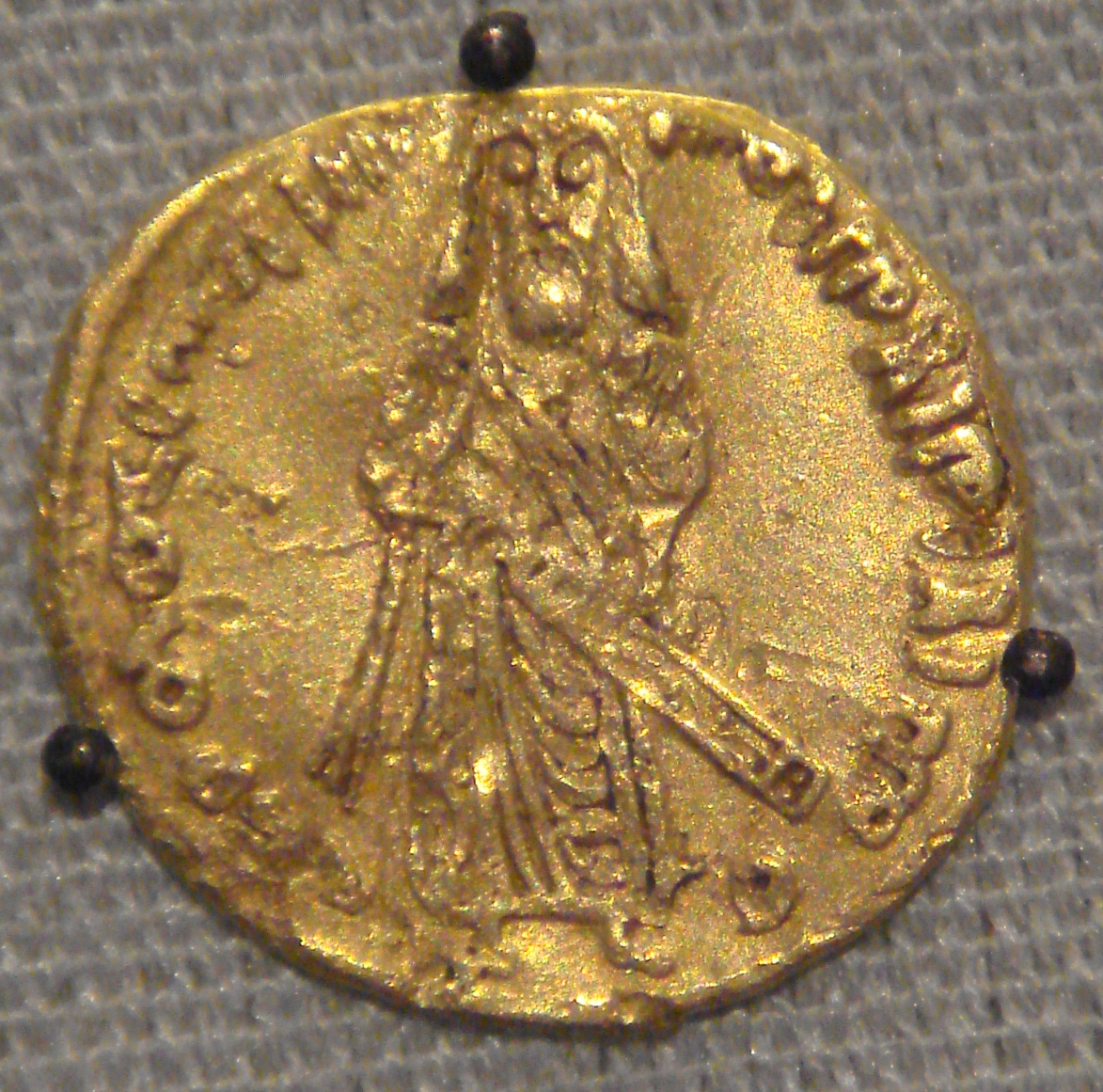
동전에 묘사된 압드 알말리크.

압드 알말리크 이븐 마르완(아랍어: عبد الملك بن مروان), (646년 ~ 705년 10월 8일)은 제5대 우마이야 칼리프이다. 헤자즈 메디나에서 태어났으며, 고등 교육을 받은 사람으로서 그의 통치를 지연시켰던 수많은 정치적 문제를 해결할 수 있었던 유능한 통치자이기도 하다.
그의 통치 기간 동안 중요한 모든 기록은 아랍어로 번역되었으며 이슬람계에서는 최초로 특수한 통화가 주조되었는데 이로 인해 유스티니아누스 2세가 통치하는 비잔틴 제국과의 전쟁이 발발하였다.

## 어린 시절
압드 알말리크 이븐 마르완은 그의 초기 생애 중 대부분을 그의 아버지와 메디나에서 보냈다. 그곳에서 그는 도시의 종교적 순방을 통해 유용한 관계들을 발전시켜나갔다. 다마스쿠스에서 Umm Darda as Sughra 밑에서 이슬람 율법을 공부했다.